# Liga Premier de Kirguistán 2025
La temporada 2025 de la Liga Premier de Kirguistán es la 34.ª temporada de la máxima categoría del fútbol en Kirguistán desde 1992. Comenzó el 4 de marzo y finalizará en noviembre. 
Para esta temporada se presentó una expansión en el número de equipos participantes, pasando de diez a catorce clubes integrantes. Esta ampliación también implicó un cambio de formato en el sistema de competencia, la cual pasó a jugarse durante 26 jornadas (todos contra todos a dos vueltas), en lugar del anterior formato de tres rondas (todos contra todos en 18 partidos y nueve juegos adicionales).
El defensor del título es el Abdish-Ata Kant.

## Equipos

### Información
Los clubes Asiagoal Bishkek, FC Bars Issyk-Kul, FC Bishkek City y FC Uzgen se incorporaron a la liga como clubes de expansión para ampliar el número de participantes a 14 equipos. FC Kyrgyzaltyn originalmente había sido relegado la temporada anterior, pero fue repescado por el mismo motivo.
| Club             | Ciudad      | Estadio                        | Capacidad |
| ---------------- | ----------- | ------------------------------ | --------- |
| Abdish-Ata Kant  | Kant        | Sportkompleks Abdysh-Ata       | 3000      |
| Alay Osh         | Osh         | Suyumbayev Stadion             | 11 200    |
| Alga Bishkek     | Biskek      | Dolen Omurzakov                | 23 000    |
| Asiagoal Bishkek | Biskek      | NAF KFB Stadion                | 2500      |
| Bars Issyk-Kul   | Karakol     | Stadion Karakol                | 8000      |
| Bishkek City     | Biskek      | NAF KFB                        | 2500      |
| Dordoi Bishkek   | Biskek      | Dolen Omurzakov                | 23 000    |
| Ilbirs Bishkek   | Biskek      | Stadium FC FFKR                | 1000      |
| Kyrgyzaltyn      | Kara-Balta  | Manas Stadium                  | 4000      |
| OshMU Aldier     | Osh         | Suyumbayev Stadion             | 11 200    |
| Neftchi          | Kochkor-Ata | Stadion Neftyannik Kochkor-Ata | 5000      |
| Muras United     | Jalal-Abad  | Stadion Kurmanbek              | 5000      |
| Talant           | Kant        | Sport City Stadion             | 1500      |
| Uzgen            | Uzgen       | Kurmanbek Stadion              | 8000      |

## Clasificación
| Pos. | Equipo           | Pts. | PJ | G  | E | P  | GF | GC | Dif. | Clasificación 2026-27                          |
| ---- | ---------------- | ---- | -- | -- | - | -- | -- | -- | ---- | ---------------------------------------------- |
| 1    | Muras United     | 38   | 16 | 12 | 2 | 2  | 34 | 13 | +21  | Ronda de play-off de la Liga Desafío de la AFC |
| 2    | Abdish-Ata Kant  | 35   | 17 | 11 | 2 | 4  | 33 | 17 | +16  |                                                |
| 3    | Alay Osh         | 35   | 17 | 11 | 2 | 4  | 28 | 15 | +13  |                                                |
| 4    | Bars Issyk-Kul   | 34   | 17 | 10 | 4 | 3  | 24 | 14 | +10  |                                                |
| 5    | Dordoi Bishkek   | 32   | 16 | 9  | 5 | 2  | 24 | 16 | +8   |                                                |
| 6    | OshMU Aldier     | 27   | 17 | 8  | 3 | 6  | 28 | 22 | +6   |                                                |
| 7    | Uzgen            | 25   | 17 | 7  | 4 | 6  | 21 | 17 | +4   |                                                |
| 8    | Talant           | 23   | 17 | 7  | 2 | 8  | 22 | 25 | −3   |                                                |
| 9    | Neftchi          | 19   | 17 | 5  | 4 | 8  | 26 | 25 | +1   |                                                |
| 10   | Alga Bishkek     | 16   | 16 | 5  | 1 | 10 | 20 | 26 | −6   |                                                |
| 11   | Kyrgyzaltyn      | 14   | 17 | 4  | 2 | 11 | 20 | 36 | −16  |                                                |
| 12   | Ilbirs Bishkek   | 12   | 16 | 3  | 3 | 10 | 14 | 29 | −15  |                                                |
| 13   | Bishkek City     | 11   | 17 | 3  | 2 | 12 | 18 | 32 | −14  |                                                |
| 14   | Asiagoal Bishkek | 11   | 17 | 3  | 2 | 12 | 15 | 34 | −19  | Descenso a la Segunda Liga                     |

Actualizado a los partidos jugados el 17 de agosto de 2025.
 Fuente: BeSoccer

## Resultados
| Local \ Visitante | ABD | ALO | ALG | ASG | BAR | BIC | DOR | ILB | KYR | MUR | NEF | OSM | TAL | UZG |
| ----------------- | --- | --- | --- | --- | --- | --- | --- | --- | --- | --- | --- | --- | --- | --- |
| Abdish-Ata Kant   | —   | 1–3 |     |     | 1–2 | 3–0 | 0–1 | 2–0 | 0–0 |     |     | 1–0 | 3–0 | 1–0 |
| Alay Osh          |     | —   |     | 4–2 | 0–1 | 4–0 | 1–2 | 1–0 | 2–1 | 2–1 |     |     |     | 1–0 |
| Alga Bishkek      | 0–1 | 1–2 | —   | 1–0 | 1–2 |     |     | 2–1 | 6–0 | 0–4 | 1–2 |     |     | 1–2 |
| Asiagoal Bishkek  | 0–3 | 2–1 |     | —   | 1–1 | 1–0 | 1–2 | 1–2 | 0–1 |     | 0–5 | 1–3 | 3–4 | 0–2 |
| Bars Issyk-Kul    | 1–1 |     | 2–0 |     | —   |     |     | 3–0 |     |     | 0–1 | 2–1 |     | 0–0 |
| Bishkek City      | 2–3 | 0–0 | 3–1 | 2–3 | 0–1 | —   |     |     |     | 0–1 | 1–1 |     | 1–2 | 3–1 |
| Dordoi Bishkek    |     | 1–1 | 3–1 |     | 1–3 | 3–0 | —   | 2–1 | 1–1 | Apl | 3–2 | 0–0 | 3–2 |     |
| Ilbirs Bishkek    |     |     | Apl |     |     | 3–2 | 2–0 | —   | 0–2 | 1–3 | 2–2 | 1–3 | 0–0 |     |
| Kyrgyzaltyn       | 2–6 |     | 0–0 |     | 1–3 | 2–1 |     |     | —   | 1–3 | 1–0 | 2–4 | 0–2 |     |
| Muras United      | 3–0 | 2–1 |     | 0–0 | 2–1 |     | 1–1 |     |     | —   | 4–1 | 3–1 |     | 2–1 |
| Neftchi           | 1–2 | 0–2 |     |     | 0–1 | 0–1 |     | 2–0 |     | 1–2 | —   | 4–1 |     | 3–3 |
| OshMU Aldier      |     | 0–1 | 2–2 |     | 1–1 | 3–0 |     | 4–1 | 2–0 | 1–0 |     | —   | 2–1 |     |
| Talant            |     | 1–2 | 1–2 | 1–0 | 3–0 | 0–3 |     |     | 2–0 | 1–3 | 1–1 |     | —   | 1–0 |
| Uzgen             | 2–5 |     | 1–0 | 2–0 |     |     | 0–0 | 0–0 | 3–0 |     |     | 2–0 | 2–0 | —   |

## Máximos goleadores
- Actualizado al 10 de agosto de 2025.
| Rank | Jugador               | Club            | Goles |
| ---- | --------------------- | --------------- | ----- |
| 1    | Richard Romário       | OshMU Aldier    | 12    |
| 2    | Oleksiy Zinkevych     | Alay Osh        | 10    |
| 3    | Maksat Alygulov       | Muras United    | 8     |
| 4    | Eldar Moldozhunusov   | Neftchi         | 7     |
| 5    | Riquelme Sousa        | Abdish-Ata Kant | 6     |
| 5    | Kimi Merk             | Dordoi Bishkek  | 6     |
| 5    | Kuduret Iskandarbekov | Uzgen           | 6     |